# Studio 54

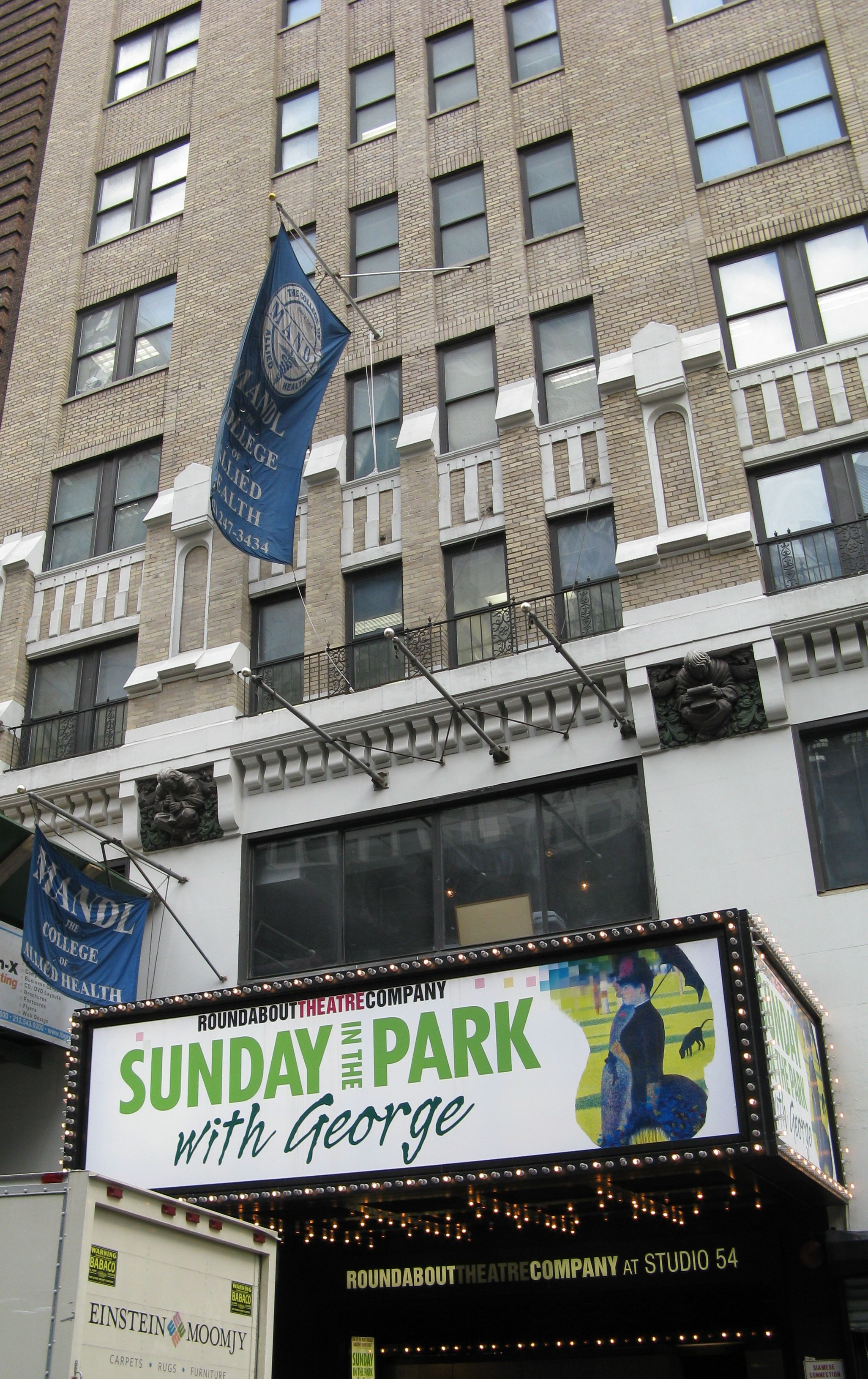
Het gebouw van Studio 54 in 2008

Studio 54 was een grote nachtclub aan West 54th Street in Manhattan in New York. 

## Achtergrond
De club werd geopend op 26 april 1977 en sloot zijn deuren in 1980. De club stond onder leiding van de flamboyante Steve Rubell (1943-1989) en de iets ingetogener Ian Schrager (1946). Er werden grote feesten georganiseerd met veel drank en drugs waarbij vele sterren te gast waren. De eigenaars hielden een berucht toegangsbeleid en lieten vaak lange rijen voor de deur staan. Op sommige avonden lieten zij slechts tientallen mensen toe. Het was een club waar zowel gewone als rijke mensen met elkaar konden dansen. Bezoekers zonder veel geld werden echter buitengewoon streng op hun uiterlijk geselecteerd. De club sloot uiteindelijk na een inval door de belastingdienst op 17 december 1979. Begin 1980 werd er een afscheidsfeest georganiseerd voor Rubell en Schrager alvorens zij dertien maanden de cel in gingen.
De club werd in 1981 heropend, met een nieuwe eigenaar, Mark Fleischman, maar sloot al na vijf jaar in 1986. 
Op dit moment zit er op deze plaats het theater van de Roundabout Theatre Company, dat plaats biedt aan 900 personen en twee bars telt.
In Nederland werden in de jaren 80 verschillende discotheken geopend met dezelfde naam, bijvoorbeeld in Rotterdam en in Heerlen. Ook deze discotheken zijn gesloten.

## Nalatenschap

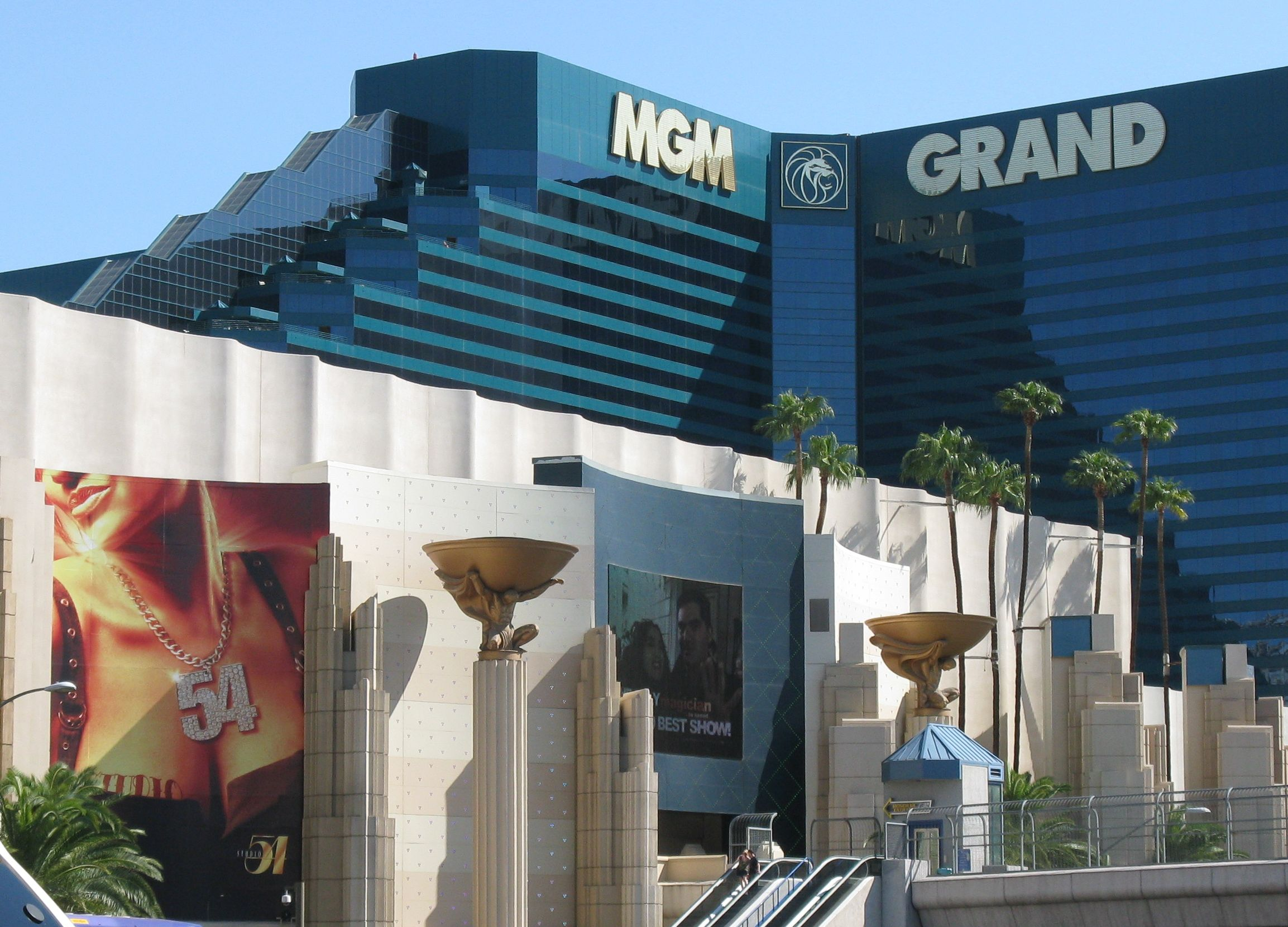
Studio 54 in Las Vegas

Toen Nile Rodgers en Bernard Edwards, van disco/funkband Chic, ondanks een uitnodiging van Grace Jones de toegang werden geweigerd werden zij geïnspireerd tot het schrijven van het nummer Le Freak.
In 1981 heeft Hans Vermeulen, de zanger van de Nederlandse band Sandy Coast, op het Album "Rendez Vous", Studio 54 verwerkt in het nummer "The Eyes of Jenny".
In 1995 werd in Las Vegas een club geopend als een soort opvolger van de originele Studio 54. Een aantal onderdelen van het oorspronkelijke interieur werden hier ondergebracht.
In 1998 kwam de film Studio 54 uit, met in de hoofdrollen Mike Myers, Ryan Phillippe, Neve Campbell en Salma Hayek, een verfilming van bovenstaand verhaal.
In 2004 werd er in Wenen een discotheek geopend met de naam Studio 54.
In 2007 maakte de popgroep Ch!pz een liedje met de naam Studio 54.
In 2018 verscheen de documentaire Studio 54 van Matt Tyrnauer op het Sundance Film Festival.
Jaarlijks organiseert de Belgische homodiscotheek Red & Blue zijn versie van Studio 54 in het Antwerpse Sportpaleis.